# 超技练习曲第5首

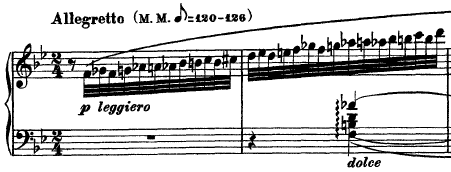
第5号超技练习曲的前两小节

降B大调第5首超技練習曲《鬼火》是弗朗茨·李斯特12首《超技练习曲》中的第5首。
与《超技练习曲》中的其他作品一样，《鬼火》經历了三次修改，第一次是1826年的《十二首練習曲》，第二次是1837年的《十二首大練習曲》，第三次是1851年的《超技練習曲》。最常演奏的是1851年的最后一个版本。
其快速的右手双音段落伴随着左手的宽断音程，演奏難度極高。此外，乐段通常是不对称且不可预测的。它达到了几个技术上要求很高的高潮，以极弱（pianissimo）的琶音结束。尽管这部作品在技巧上有其难度，但其最大的挑战在于如何展现其异想天开和神秘的氛圍。双音段落中使用大量的極弱地（Pianissimo）和輕巧地（Leggierissimo）标记，使得演奏变得更加困难。

## 外部連結
- 超技练习曲：国际乐谱典藏计划上的乐谱